# Associazione Giovanile Nocerina 1910 2009-2010
Questa pagina raccoglie le informazioni riguardanti l'Associazione Sportiva Giovanile Nocerina nelle competizioni ufficiali della stagione 2009-2010.

## Rosa
| N. |                    | Ruolo | Calciatore          |
| -- | ------------------ | ----- | ------------------- |
|    | Italia (bandiera)  | A     | Orlando Aquino      |
|    | Nigeria (bandiera) | A     | Ibrahim Babatunde   |
|    | Italia (bandiera)  | A     | Luca Borrelli       |
|    | Italia (bandiera)  | C     | Alfonso Camorani    |
|    | Italia (bandiera)  | C     | Giovanni Cavallaro  |
|    | Italia (bandiera)  | D     | Luigi Cuomo         |
|    | Italia (bandiera)  | C     | Claudio De Rosa     |
|    | Italia (bandiera)  | P     | Francesco Franzese  |
|    | Italia (bandiera)  | A     | Carmine Gaeta       |
|    | Italia (bandiera)  | D     | Antonello Giordano  |
|    | Italia (bandiera)  | A     | Francesco Giraldi   |
|    | Italia (bandiera)  | D     | Ferdinando Giuliano |
|    | Italia (bandiera)  | D     | Antonio Guarro      |
|    | Italia (bandiera)  | C     | Christian Iannelli  |
|    | Italia (bandiera)  | C     | Gaetano Iannini     |
|    | Italia (bandiera)  | C     | Marco Iovine        |
|    | Uruguay (bandiera) | A     | Federico Laens      |

| N. |                      | Ruolo | Calciatore               |
| -- | -------------------- | ----- | ------------------------ |
|    | Italia (bandiera)    | C     | Manuel Lettieri          |
|    | Italia (bandiera)    | A     | Emanuele Marano          |
|    | Italia (bandiera)    | C     | Daniel Alfredo Margarita |
|    | Italia (bandiera)    | C     | Alessio Masciarelli      |
|    | Italia (bandiera)    | C     | Andrea Musacco           |
|    | Nigeria (bandiera)   | D     | Mathew Olorunleke        |
|    | Italia (bandiera)    | C     | Roberto Palumbo          |
|    | Argentina (bandiera) | A     | Luciano Pignatta         |
|    | Italia (bandiera)    | C     | Carmine Polichetti       |
|    | Italia (bandiera)    | A     | Luigi Rana               |
|    | Italia (bandiera)    | D     | Stefano Riccio           |
|    | Italia (bandiera)    | D     | Simone Sannibale         |
|    | Italia (bandiera)    | C     | Giovanni Serrapica       |
|    | Italia (bandiera)    | D     | Mario Terracciano        |
|    | Italia (bandiera)    | P     | Pietro Terracciano       |
|    | Italia (bandiera)    | D     | Giuseppe Tomacelli       |
|    | Italia (bandiera)    | A     | Salvatore Vicari         |